# Gualtiero di Palearia (conte di Manoppello)
Gualtiero di Palearia (o Pagliara) (Pagliara, ante 1222 – ante 1266) è stato un condottiero italiano, conte di Manoppello e Pagliara.

## Biografia

### Origini
Appartenente alla famiglia nobile dei Palearia (o Pagliara), che trassero il proprio nome dall'omonimo castello posseduto nella contemporanea Isola del Gran Sasso d'Italia, che discendeva dai Conti dei Marsi, era il nipote dell'omonimo Gualtiero di Palearia, vescovo di Troia e Catania e gran cancelliere del Regno di Sicilia sotto l'imperatore Federico II di Svevia. Suo fratello Berardo di Palearia fu anch'egli condottiero sotto l'imperatore.

### Spedizione in Terrasanta
Nel 1231 entrambi i fratelli furono in Terrasanta con le truppe imperiali comandate da Riccardo Filangieri: dopo l'iniziale vittoria nella battaglia di Castel Imberti (la contemporanea Achziv presso San Giovanni d'Acri), il Filangieri, sopravvalutando la vittoria, decise di puntare alla conquista del Regno di Cipro di Enrico II di Gerusalemme, lasciato pressoché sguarnito. Ma il 15 giugno dell'anno seguente si scontrarono nella battaglia di Agridi contro le truppe di Giovanni di Ibelin, tempestivamente rientrato sull'isola con l'aiuto della Repubblica di Genova. Seppur notevolmente superiori per numero, le truppe imperiali, delle quali i due fratelli guidavano due delle ali della cavalleria, furono duramente sconfitte: mentre Berardo fu ucciso, Gualtiero riuscì a stento a fuggire. Ricevuto il rifiuto di ospitalità dai Templari del castello di Gastria, sito nella penisola di Karpas, si nascose nel fossato, ma fu catturato da Giovanni di Ibelin ed utilizzato in uno scambio di prigionieri con Federico II nell'ambito degli accordi di pace seguiti alla sconfitta.

### Altri incarichi
In seguito ricevette altri incarichi militari da Federico II, come nel periodo compreso tra il 1247 e il 1248, quando, nominato temporaneamente capitano di guerra del Regno, fu incaricato di organizzare la difesa contro l'invasione delle truppe di papa Innocenzo IV. Gualtiero seppe poi resistere alle lusinghe che il pontefice manifestò nei confronti suoi e della sua famiglia, rimanendo fedele all'imperatore, che in seguito gli affidò ulteriori incarichi militari come vicario imperiale nelle Marche, dove ottenne buoni successi. Morto Federico II, Gualtiero resistette ancora alle lusinghe papali e rimase fedele al suo successore Manfredi, da cui fu inviato nuovamente nelle Marche, prima dell'avvento del vicario generale Percivalle Doria.

### Morte
Non si conosce la sua data di morte. Di sicuro era in vita il 12 dicembre 1261, quando presenziò ad un atto di costituzione della dote della futura moglie del nipote Federico di Palearia. In un successivo documento dell'8 luglio 1266, conservato nella Biblioteca Apostolica Vaticana e inerente alla restituzione di beni al monastero cistercense di Santa Maria di Casanova, è contenuto un riferimento esplicito al fatto che il conte Gualtiero fosse defunto.